# Клочнево (Бурятія)
Клочнево (рос. Клочнево) — село Прибайкальського району, Бурятії Росії. Входить до складу Сільського поселення Ітанцинського.
Населення — 12 осіб (2015 рік).